# Румынский добровольческий корпус в России
Румынский добровольческий корпус в России (рум. Corpul Voluntarilor români din Rusia), или Трансильванско-Буковинский добровольческий корпус (рум. Corpul Voluntarilor ardeleni-bucovineni, Corpul Voluntarilor transilvăneni și bucovineni) ― воинское формирование времён Первой мировой войны, состоявшее из румынских военнопленных, пребывавших в России. Официально учреждён в феврале 1917 года. В него принимали перебежчиков из Австро-Венгерской армии, в основном жителей Трансильвании и Буковины. В начале войны этих солдат призвали сражаться против войск Румынии и её союзников, но, оказавшись в плену в России, они вызвались воевать против Центральных держав. Будучи борцами за право на самоопределение и объединение с Румынией, военные лидеры корпуса приняли ряд политических резолюций, которые по содержанию были похожи на те, что были приняты в День объединения в 1918 году.
Корпус фактически являлся активным военным резервом румынских сухопутных войск и регулярно отправлял новые отряды на Румынский фронт после июня 1917 года. Войска корпуса принимали участие в обороне последних территорий Румынии, которые ещё не были заняты Центральными державами. Войска корпуса особенно отличились в битве при Мэрэшешти, хотя на тот момент им по-прежнему не хватало единой структуры командования. Когда в России произошла Октябрьская революция, Румыния подписала перемирие и выбыла из лагеря Антанты, а корпус остался без поддержки и цели. Тем не менее он вдохновил на создание аналогичных подразделений в странах Антанты, самым крупным из них был Румынский легион в Италии.
Мобилизованные добровольцы остались в России после начала Гражданской войны. Некоторые из них вступили в Румынский Сибирский легион, который противостоял большевикам совместно с Чехословацкими легионом и Белым движением. Бойцы этих подразделений были в конечном счёте репатриированы в Румынию в 1920 году.

## Дарницкий корпус

### Начало формирования
В 1916 году Румыния вступила в Первую мировую войну на стороне Антанты в союзе с Российской империей против Австро-Венгрии и других Центральных держав. Через некоторое время руководство Румынии поставило вопрос о судьбе и лояльности австро-венгерских румын, которые содержались в российских лагерях для военнопленных. По оценкам того времени общее число румын из Буковины и Трансильвании в таких лагерях по всей России составляло 120 000 или 130 000 человек. Тем временем в самой Румынии находилось несколько тысяч румынских беженцев из Австро-Венгрии, которые сразу же записывались на службу в румынскую армию.
В России румынские пленные жаловались на то, что их содержат хуже, чем прочих пленных австро-венгерского происхождения. Возможно, это также поспособствовало их решение записаться добровольцами в румынскую армию. Российские власти не сразу определились насчёт того, следует ли позволить им присоединиться, и изначально подобные инициативы отклонялись. Те, кто настаивал на том, чтобы установить контакты с Румынией, были арестованы российской полицией. В том же году, после проведения консультаций с властями Румынии, в России отказались от таких мер. Наконец было решено, что из лагерей будет освобождено максимум 15 000 австро-венгерских румын в обмен на аналогичное количество не-румынских военнопленных из лагерей в самой Румынии.
Впоследствии, те, кто хотел записаться в корпус, были переселены в специальные лагеря в Дарницком районе, пригороде Киева, по-румынски известный как Darnița. В декабре 1916 года через этот лагерь прошли около 200 офицеров и 1200 унтер-офицеров, которые образовали ядро (и главное командование) «Румынского корпуса». Первым старшиной лагеря был избран 40-летний Виктор Делеу, который был профессиональным юристом, рядовым членом Румынской национальной партии и журналистом из Трансильвании. Он прибыл в Дарницкий после интернирования в Кинешме. Среди прочих руководящих членов Дарницкого лагеря были Подпилив Нистор, Василе Хироиу, Эмиль Исопеску, Валериу Милован, Октавиан Васу и Иоан Вескан.
Независимо от каких-либо подобных инициатив, правительство Румынии, как правило, уделяло мало внимания вопросу о потенциальной вербовки в России, так как многие официальные лица были не уверены в преданности трансильванских и буковинских румын, и опасались, что они могут стать австро-венгерскими шпионами в рядах армии. Кроме того, скорее всего около половины из 120 000 пленных не могли бы записаться в корпус, поскольку были австрийскими лоялистами, инвалидами или просто людьми, которые имели основания опасаться репрессий у себя на родине со стороны властей. Таким образом, Румыния оказывала слабую поддержку данному формированию и само российское правительство также чинило некоторые помехи, но всё же в январе 1917 года лагерь посетил подполковник войск Румынии Константин Петрару с целью оценить оценить проект вербовки. Ухудшение положения на Румынском фронте привело ко вторжению сил Центральных держав в южную Румынию, поэтому перед румынским военным руководством была поставлена срочная задача по поиску новых солдат для ведения оборонительных действий.

### Февральская революция

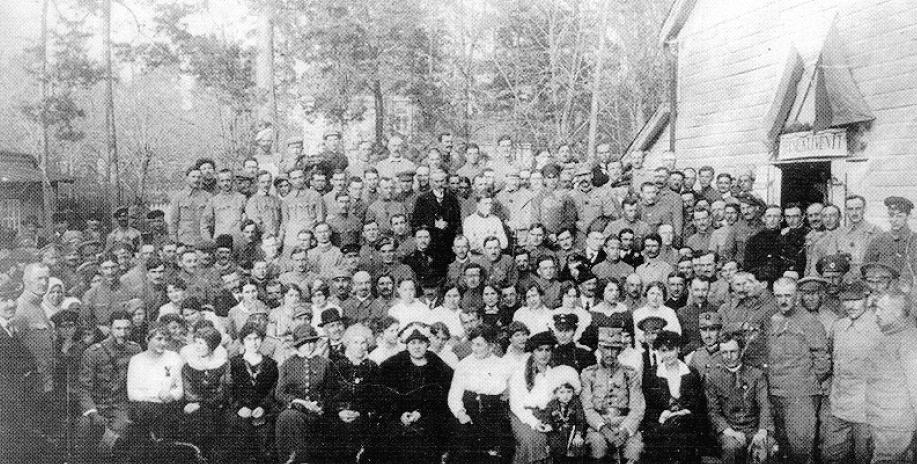
Румынские солдаты принимают посетителей в Дарнице, 1917 год

Вскоре после этих событий в России произошла Февральская революция, в результате которой у власти оказалось либеральное Временное правительство. Как следствие этого, весь проект о переводе пленных был отложен, хотя признание новой властью принципа о самоопределении способствовало возобновлению румынских чаяний. По словам ветерана корпуса, Симиона Гокана, солдаты были воодушевлены как этими революционными обещаниями, так и вступлением США в войну, что, как казалось, сделало идею президента Вильсона о самоопределении наций официальной программой всех стран Антанты.
Приказом № 1191 от 23 февраля 1917 года (по старому стилю) министр национальной обороны Винтилэ Брэтиану учредил Добровольческий корпус в качестве особого формирования национальной армии. В тот же день в Дарницком, подполковник Петрару получил приказ от начальника генерального штаба Константина Презана об оснащении новобранцев и организации их в подразделения. Почётным командующим был назначен Константин Коанды, который к тому времени уже был военным атташе при Ставке. В течение следующего месяца, находясь в Могилёве, Коанды, снова договаривался о признании корпуса русским генштабом. Коанды получил разрешение, но количество призывников было более чётко определено.
18 марта Коанды подготовил текст «Клятвы» (Angajament), который определял статус бойцов корпуса по отношению к солдатам румынской армии, и который призывники должны были принять. Документ содержал положения об интеграции бывших австро-венгерских офицеров в румынскую армию, с сохранением эквивалентных званий и учётом времени, проведённого на австрийской службе, в том числе и того времени, которое они провели в лагерях для военнопленных. Клятва заканчивалась словами: «да поможет нам Бог, чтобы через нашу кровь мы смогли освободить наши земли и создать Великую Румынию, единую по существу и вечную.» Все те, кто отступят после подписания документа будут считаться дезертирами. Количество заявлений о зачислении на службу было высоким, даже несмотря на то, что в лагере распространился слух о том, что на у себя на родине власти будут казнить членов семей волонтёров и конфисковать их имущество. Ветеран корпуса Петру Немоиану позже утверждал, что зависть и конфликты на классовой почве были свойственны для корпуса, где образованные офицеры ссорились, стремясь занять более хорошо оплачиваемые места.
В апреле Петрару встретился с Александром Гучковым, одним из лидеров Временного правительства. Между ними была достигнута договорённость о максимальном количестве солдат, которые должны быть зачислены в румынский корпус. Отвечая на просьбы румынского премьера Ионела Брэтиану, Гучков позволил рекрутировать 30 000 военнопленных. Приказ был пересмотрен Александром Керенским, который сократил это число до 5 000, отметив, что пленные были крайне необходимы как дополнительные рабочие руки в сельском хозяйстве и промышленных предприятиях в России. Иван Павлович Романовский постановил, что набор состоится только в Московском военном округе и должны быть приняты во внимание не более 1500 пленных.

### Дарницкий манифест
Революционные события в России вдохновили Дарницких узников на провозглашение своей собственной политической программы и открыто требовать объединения Трансильвании с Румынией. Их манифест от 26 апреля, подготолвенный для публикации трансильванским поэтом Октавианом Гога, был подписан 250 офицерами и 250 солдатами, и, вероятно, стал первым заявлением о союзе со стороны представительного органа Трансильвании. В документе говорится следующее: «мы, румыны, как и все прочие покорённые народы, осознали, что раз и навсегда мы […] не можем продолжать жить в рамках Австро-венгерского государства; мы […] требуем с чувством непоколебимой воли нашего объединения с Румынией, чтобы вместе мы смогли образовать единое национальное румынское государство. […] Ради этого идеала, мы бросаем на чашу весов всё то, что имеем: наши жизни и судьбы, наших женщин и детей, жизнь и счастье наших потомков. Мы не остановимся: мы победим или погибнем».
Документ, текст которого дошёл до современных исследователей в несколько различных версиях, был удостоен краткого внимания на международной арене. Он ссылался на российскую демократическую программу, вильсоновскуюй доктрину о самоопределении, и в нём выражалась надежда на собрание представителей «счастливых национальных и демократических государств». Манифест также уделял значительное внимание деятельности «предателей» дела объединения с Румынией. Как позднее рассказывал Петру Немоиану, то была замаскированная отсылка к Румынской национальной партии, чьи умеренные лидеры, по-видимости ещё лояльные к Австро-Венгерской монархии, к тому времени до сих пор пытались добиться деволюции со стороны Австрии. Оправдывая РНП, Симион Гокан утверждал, что членов партии в Трансильвании «жестоко терроризировали» и насильно вынудили подписать «декларацию о лояльности» правительству.
Октавиан Гога, который в тот момент был беженцем и представителем гражданского населения, проезжая транзитом через Россию, должен был покинуть Дарницкий лагерь с копией воззвания. Некоторые исследователи утверждают, что так он и поступил, и последующая популяризация манифеста в значительной степени были обязана его работе как публициста. Такие сведения противоречат воспоминаниям другого румынского активиста, Онисифора Гибу: «[воззвание] должно было быть отдано Гоге после того, как тот попадёт в Дарницу. По какой-то причине Гога остановился на день в Киеве. При таких обстоятельствах я оказался тем, кто должен был сохранить документ». Согласно этой версии, Гибу передал его королю Фердинанду I и генералу Презану.
В русском и французском переводах этот документ был представлен различным организациям: Временному правительству, Моссовету, Петросовету и Центральной раде. Он был также представлен лично некоторым российским политикам и зарубежным информационным агентствам, а также разослан организациям национальных освободительных движений чехов, поляков, сербов и русинов. Копия воззвания впоследствии была доставлена в США уполномоченными румынскими делегатами Василем Стойка, Василем Лукакиу и Йоаном Мота, а также была переиздана в газетах румынских американцев. Согласно некоторым данным, копии манифеста сбрасывались с воздуха на окопы австро-венгерских войск на итальянском фронте.
Солдаты в лагере вскоре придумали для себя особый стяг, основанный на румынском триколоре с лозунгом Trăiască România Mare («Да здравствует великая Румыния»). Всего были сшиты семь таких флагов, один из которых один хранился у солдата из Баната Дмитрие Лазареску.

### Прибытие в Яссы
Шесть призывных комиссий отправились из Румынии в Россию. В мае 1917 года они встретились с румынскими добровольцами, которые к тому времени передислоцировались из Дарницы в женскую гимназию в Подоле, где также началась работа по пошиву новой румынской формы. Из Подола свежий сформированный батальон вскоре в спешном порядке был отправлен в Румынию с целью укрепить оборону. Имея в составе около 1300 человек, эта группа отправилась на чартерном поезде, остановившись в Кишинёве. Румынское население российского города оказало им теплый прием: батальон получил ещё один румынский Триколор в качестве боевого флага, бойцы также получили в подарок православную икону.
Батальон прибыл в город Яссы, в то время бывший временной столицей Румыни. Добровольцы были встречены как герои. 9 июня на городской площади они приняли присягу и были официально интегрированы в состав Сухопутных войск Румынии. На церемонии присутствовали Король Фердинанд, премьер-министр Брэтиану, генерал Презан, представители дипломатических миссий Антанты (Александр Щербачёв, Анри Матиас Бертло), а также послы нейтральных стран. Мануэль Мултедо и Кортина из Испании позднее говорил, что присяга была «торжественный акт», отражением «национальных стремлений» румын.
На банкете и митинге, которые состоялись на площади Объединения, Виктор Делеу выступил перед гражданским населением, отзываясь о солдатах корпуса как о спасителях страны: «мы были обязаны прийти сюда в этот день, когда вы переживаете все эти трудности. Мы уехали из чужой страны, но сделали это только с одной мыслью на уме: вернуться домой. Вот почему для нас есть лишь одна дорога: та, что ведёт нас вперёд. […] И мы победим, ведь сами Карпаты не достигают тех вершин, где находятся наши сердца!» Румынский политик Ион Дука позднее вспоминал, что никакие другие слова не могли произвести такое глубокое впечатление на публику, как эти: «речь Делеу являла собой простое и чистое чудо, это было нечто незабываемое.»
Штаб корпуса и другие трансильванские изгнанники (Ион Агырбичану, Лауриан Габор, Октавиан Таслауану и прочие) приложили большие усилия к содействию скорейшей интеграции подольских подразделения в румынскую линию обороны. После краткого курса переобучения войска корпуса были приданы 11-й дивизии, которая в тот момент находилась на отдыхе в Яссы. Однако вместе с этим командование решило, что формирования из пленных, особенно тех, что происходили из Трансильвании, должны быть отделены от остальных частей, хотя и находится с ними под общим командованием. Официальный акт 1918 объяснил смысл этого приказа: «трансильванцы должны сражаться как трансильванцы […] против венгерского государства, с тем чтобы ясно и несомненно утвердить, что румыны Венгрии не признают её власть. Война против Венгрии, как бы она ни закончилась, ― это благородное дело всей румынской нации в Венгрии. Знание об этом является моральным подкреплением во время битв». Когда солдатам предложили выбрать себе воинские псевдонимы, чтобы избежать расстрела при случае попадания в плен, она отреагировали примерно следующим образом: «мы намерены быть армией Трансильвании! Мы стремимся быть совестью Трансильвании, которая взывает к полной свободе и объединению! Мы не хотим [получить] завоёванную землю, мы хотим освободиться своими силами! Виселицы? Пусть они повесят нас! Но пусть знают, что Трансильвания сама борется за свободу и объединение!»

### Во время и после сражения при Мэрэшешти

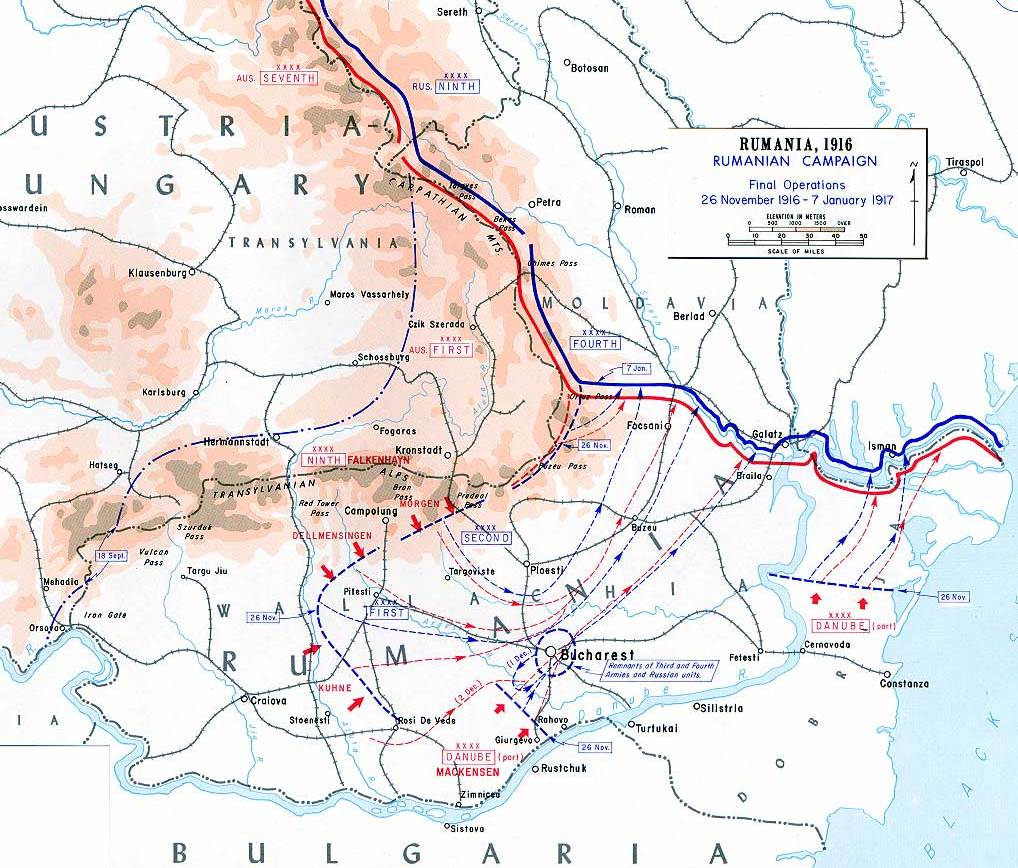
Румынский фронт в период между ноябрём 1916 и январём 1917 года

В июле 1917 года представительства корпуса в Киеве распространили первый вербовочный листок под названием România Mare («Великая Румыния»). То было новое издание в бухарестской газеты, основанной Войку Нитеску, и в этой новой форме, издавалась командой румынских активистов: это были трансильванцы Север Боку, Гита Попп, Иосиф Шиопу и буковинец Филарет Добош. România Mare оказала большой пропагандистский эффект, несмотря на то, что только за один выпуск публиковалось между 3000 и 5000 экземпляров издания.
Набор добровольцев продолжался в устойчивом темпе, и при румынском генштабе было создано т. н. бюро Т. Б. (Biroul T. B ― Бюро Трансильвании и Буковины). Его основателями были три младших лейтенанта: Делеу, Василе Освада и Леонте Силион. Бюро тесно сотрудничало с консультативной комиссией интеллектуалов и политиков трансильванских и буковинского происхождения (туда входили Гога, Ион Нистор, Леонте Молдован). В России бюро представляла депутация трансильванских офицеров — она состояла из Эли Буфнеа и Виктора Чадере.
Подразделения Добровольческого корпуса отличились в оборонительных боях в восточной Румынии, в результате которых было отражено наступление войск Центральных держав в течение лета 1917 года. Вместе с 11-й дивизией солдаты Трансильвании и Буковины участвовали в сражениях при Мэрэшти, при Оитузе и при Мэрэшешти. В то время солдаты были разделены между пятью полками 11-й дивизии: 2-м, 3-м олтским, 5-м егерским, 19-м каракльским, 26-м ровинским.
Три сражения, в результате которых румынам вместе с частями русской армии удалось сдержать наступление Центральных держав, завершились в начале осени 1917 года. Среди волонтёров был 31 убитый и 453 раненых; 129 были удостоены различных наград. Одним из наиболее отличившихся солдат был Димитри Лазарел. Он был одним из тех, кто прошёл через все три сражения. По слухам, он никогда не ходил в бой без знамени. Виктор Делеу покинул части резерва и присоединился к 10-м егерскому батальону во время битвы при Мэрэшэшти, затем тяжело заболел и был переведён в другое подразделение.
Трансильванцы и буковинцы были разочарованы отсутствие единого командования над ними. В жалобе, которую они послали королю Фердинанду в сентябре, они просили включения их в отдельный корпус, утверждая следующее: «посредством такого объединения свободная воля ранее угнетённых румын будет считаться выражением их общей воли. Никто из них не будет считаться отдельным лицом […], но будет частью целого народа, освобождающегося от [австрийского] ига». Как и руководство штаб его армии, король не одобрил эту инициативу, сообщив Деляну и Таслауану, что в лучшем случае добровольцы могут ожидать, что их определят в особые полки в рамках уже существующих подразделений. Параллельно с эти продолжались переговоры между Россией и Румынией по вопросу о количестве добровольцев, которым позволят покинуть российскую землю. В начале июня Ставка приказала освободить 5000 румынских пленных, все из которых размещались на территории Московской губернии. По мнению историка Иоана Шербана, одобрение со стороны российского руководства создало проблемы для румынской стороны, поскольку солдаты находились далеко в России и работали в «в аграрных регионах и различных промышленных центрах юга России, Урала, Западной Сибири и т. д.» Когда шли бои при Марэшэшти, румынское правительство призвало представителей российского руководства позволить им набрать ещё больше новобранцев для отправки на фронт. Румыны получили подтверждение об отправке 30 000 человек непосредственно от начальника Генштаба Лавра Корнилова (и которых ещё раньше обещал отправить Гучков). В результате этого две призывные комиссии переехали в тихоокеанский порт Владивосток и развернули деятельность по привлечению большего числа добровольцев по всей территории азиатской части России.
После обещания Корнилова, верховное командование румынских войск приняло меры по созданию единой и отдельной дивизии, которая состояла бы из тех, кто прошёл уже через Подол, а также из других беженцев, которые к тому моменту давно находились на службе Румынии. «Бюро Т. Б.» передало свои полномочия Центральной службе, которая подчинялась Генеральному штабу. В начале декабря 1917 года Добровольческий корпус был переформирован в последний раз, став дивизией. Полковник Марсель Олтяну был назначен на должность центрального командования добровольческого корпуса, штаб которого размещался в Хирлау. В первые дни 1918 года, под командованием Олтяну было три новых полка: 1-й турдинский (командир: Драгу Бурикеску), 2-й альба-юльский (Константин Пашалега), 3-й имени Аврама Янку.
Завербованные бывшие военнопленные составили значительную часть из примерно 30 800 бывших австро-венгерских подданных, которые числились румынскими служащими к концу 1917 года. К тому времени, когда корпус перестал пополняться (январь 1918 года), в его ряды удалось привлечь ещё около 8500 (или 10 000) солдат. Однако в целом приказ Корнилова был отдан слишком поздно для того, чтобы трансильванцы и буковинцы внесли значительный вклад в войну на стороне Румынии.

### Октябрьская революция и Бухарестский мирный договор

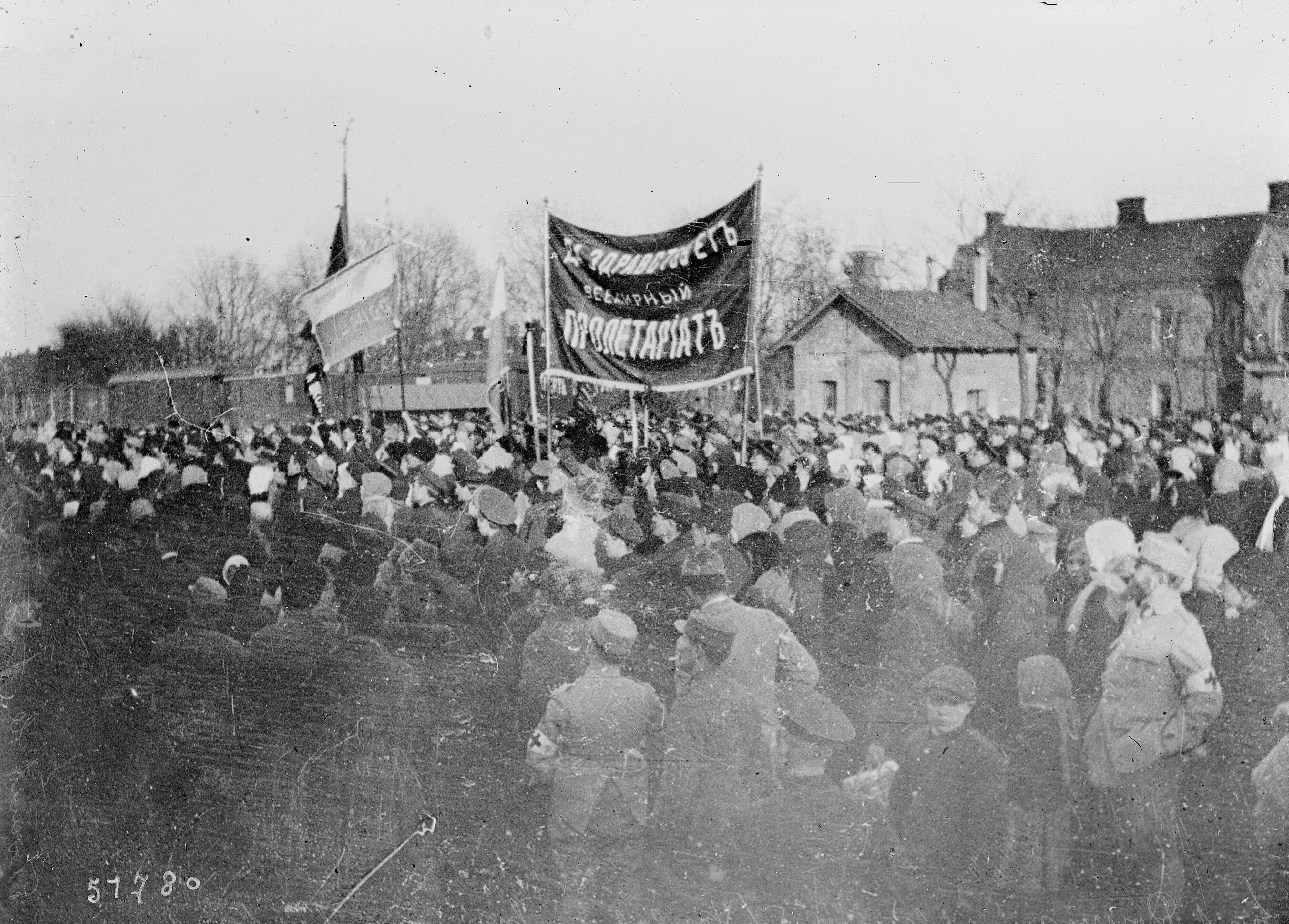
Большевистский митинг на железнодорожной станции где-то в Румынии или Бессарабии (1917). Румынские солдаты наблюдают за происходящим со стороны

Октябрьская революция оказалась большим потрясением для России. Новое большевистское правительство не было намерено продолжать войну против Центральных держав. В Киеве за несколько месяцев происходят Ноябрьское большевистское восстание и Январское восстание, а затем устанавливается режим гетмана Скоропадского, враждебно настроенный к Антанте. Новые власти не приветствовали присутствие румын на своей территории. Подполковник Константин Петрару вместе с небольшим отрядом оказался на территории недавно образованной Украинской народной республики (УНР), где они оказались последней группой румынских добровольцев. Планам об их отправке на фронт помешала дипломатическая напряженность между УНР и Румынией. Украинские властные представители отказались выступить в войне вместе с Антантой и согласовать договор о границе с Румынией. Вместе с тем, однако, украинское правительство разрешило Делеу, Боку, Гибу и другим активистами продолжать свою деятельность на территории УНР.
Вестник România Mare, где Север Боку всё ещё был главным редактором, был закрыт в декабре 1917 года. За всё время существования издания было опубликовано 23 выпуска. К этому времени Ион Агырбичану со своей семьёй уже уехал из дома в Елисаветграде в штаб формирования в Хирлау, где стал капелланом корпуса.
Последняя группа румынского формирования покинули территорию УНР и выдвинулись к Кишинёву, где правительство прорумынской Молдавской демократической республики боролось за власть с местными большевиками. Действия МДР наверняка были согласованы с румынским командованием, которое отдало приказ о наступлении на западный бессарабский городок Унгены. Румынские волонтёры были одеты в русскую военную форму во время их прохождения через Яссы, однако были опознаны молдаванами и большевиками как румынские подразделения на Кишиневской городской станции, где их поезд остановился 6 января. Последовала вооружённая стычка, после чего молдаване и большевики разоружили, убили или взяли в плен отряд солдат. Выжившие румыны держались в плену под надзором основателя Молдавской армии Германа Пынтя. Добровольцы были освобождены в тот же день, предположительно республиканскими войсками. Через много лет спустя высказывались подозрения о том, что Пынтя своими действиями фактически помогал большевикам и был противником румынского влияния в Бессарабии.
Бухарестский мирный договор, или сепаратный мир между Румынией и Центральными державами, послужил причиной для остановки вербовки новых добровольцев. Процесс объединения солдат в единую формацию также натолкнулся на большие препятствия. Север Боку уже после войны говорил, что пытался инициировать переброску войск из Хирлау на Западный фронт, но его проект был отклонён главнокомандующим румынской армией Александром Авереску.
С поражением в войне будущее Румынии на тот момент жителям страны казалось туманным. Тем не менее Добровольческий корпус по-прежнему оставался предметом националистической пропаганды, распространяемой румынской интеллигенцией в столицах государств Антанты. Перебравшись во Францию, Боку вновь начал печатать România Mare, которая вернула себе статус трибуны для идей об объединении среди румынской диаспоры. К Северу Боку вскоре присоединился Октавиан Гога, который пересёк советскую территорию и Финляндию по фальшивыми документами, выдавая себя за ветерана Добровольческого корпуса.

## Наследие

### Воинские подразделения румынской диаспоры и войска в России
К весне 1918 года, трансильванские и буковинские военнопленные во Франции и Италии приступили к созданию собственных подразделений на основе существующего румынского корпуса. Лучано (Лукиан) Фериго стал командующим Румынского легиона в Италии (Legione Romena d’Italia), и принял своё церемониальное знамя 28 июля, влившись в состав Королевской итальянской армии. Подразделение внесло свой вклад в победу над австрийцами при Витторио-Венето. На Западном фронте, во Франции, подобное же формирование было создано в основном из румынских граждан, которые были недовольны сепаратным мирным договором. Среди них были и солдаты, которые тайно покинули Румынию, чтобы продолжить борьбу. Однако бывших жителей Австро-Венгрии среди них было немного, их число в целом соотносилось с числом австро-венгерских пленных во Франции, которые были взяты, в основном, во время сражений в Сербии и Македонии. 135 добровольцев, которые изъявили желание служить в октябре 1918 года, получили отказ от французских чиновников в признании их бывших офицерских званий. Их подразделение вошло в структуру Французского Иностранного легиона. К нему присоединились прочие различные группы румынских новобранцев, но процесс формирования подразделения был остановлен на полпути: в ноябре Антанта одержала победу над Германией. Первая мировая война для Франции и Румынии была закончена.
В октябре 1918 года Австро-Венгерское государство стремительно распадалось. В это время на территории империи стихийно образуются различные национальные вооружённые формирования, которые состояли в основном из дезертиров Императорской и королевской армии. Румынский пражский легион оказывает поддержку Чехословацкому национальному совету и членам Сокольского движения в их успешном вооружённом восстании. В это то же время другие румынские подразделения отрываются от австрийского командования в Вене. Румыны также входили в отдельные формирования в ВМС Австро-Венгрии и затем подняли восстание на Австрийском Приморье и на Адриатике.
Более сложная ситуация имела место в России. Уже в апреле 1918 года некоторые румынские группы добровольцев присоединились к Красной Армии и подчинялись венгерскому военкому Беле Куну, прочие же добровольцы продолжали служить национальному делу. В июне 1918 года ряд румынских военнопленных, которые выказали желание вступить в добровольческий корпус, оказались отрезаны от Румынии в результате начала Гражданской войны в России и были оставлены румынским правительством на произвол судьбы. Некоторые из них переходили на территорию РСФСР в надежде быть репатриированными вместе с румынским консульством, прочие же бежали в области, подконтрольные Белому движению, в том числе вплоть до Иркутска; третьи же бежали из страны северными путями, через Швецию. За всеми этими группами пристально следили французы, которые вынашивали планы по объединению волонтёров в Румынский легион на Западном фронте, или даже по открытию нового Восточного фронта с их участием.
Между тем, находясь в союзе с крупными сербскими и чешскими национальными подразделениями, румынские добровольцы, находившиеся на Транс-Сибирской железной дороге, становились участниками новых вооруженных формирований. Их первоначальной целью было показать Антанте, что румыны были по-прежнему готовы сражаться против Центральных держав. В России, однако, им пришлось вступать в столкновения с большевиками и прочими левыми силами. Добровольцы оказали особенно сильное сопротивление тогда, когда большевистское правительство выдвинуло им ультиматум о сдаче оружия.

### Полк «Хория» и Румынский Сибирский легион

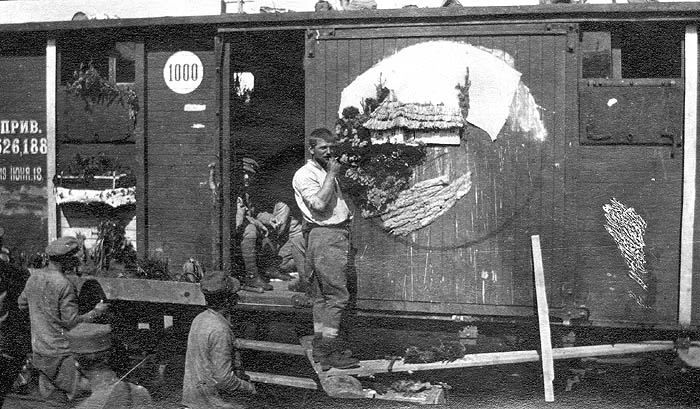
Железнодорожный вагон, в котором размещался штаб Чехословацкого легиона в России

Некоторые волонтёры в России объединились с вновь прибывшими из Киева братьями по оружию. Вместе они сформировали батальон из 1300 человек в Кинеле, который вошёл в состав Чехословацких легионов. На территории Комуча и Временного Сибирского правительства организовывались клубы румынских офицеров: первым из них стало объединение в Самаре под руководством Валериу Милована. Милован быстро потерял свою популярность после попытки отмены традиционных воинских званий (такая эгалитарная и для многих казавшаяся эксцентричной идея практиковалась большевиками). Помимо этого он также спровоцировал конфликт, когда он арестовал офицера Войку Ническу, который придерживался консервативных взглядов. Ническу избежал заключения, скрывшись в Челябинске, хотя его фигура постепенно переставала быть значительной в добровольческих кругах из-за всё возрастающей поддержки рядовым составом большевиков. Тем не менее деятельность Ническу поддержали Симион Гокан и Николае Неделку, и румынские лоялисты в Челябинске основали полк «Хория» (иногда также именуется батальоном). Майор Йоан Дымбу был назначен его командиром. Вскоре были сформированы батальон Мэрэшешти и резервный батальон, которые заняли несколько населённых пунктов около Челябинска.
В это же время две призывных комиссии во Владивостоке также возобновили свою деятельность после прибытия международных антибольшевистских сил. Их агитационные листовки, подготовленные буковинцем Йоргу Тома попали во все 40 лагерей для военнопленных в данном регионе, призывая добровольцев проделать свой собственный путь в Челябинск. Челябинск стал главным местом румынской политической и военной активности. К июлю 1918 года здесь находилось 3 000 добровольцев. Чтобы прекратить большевистское влияние, майор Дымбу распорядился арестовать Милована и приказал самарскому отряду передислоцироваться в Челябинск. Также в надежде обуздать инакомыслие, Дымбу принял ряд прочих мер: им вновь были введены воинские звания, роздана униформа румынских сухопутных войск, начал функционировать кружок отечественной культуры.
После долгого и опасного путешествия Эли Бафнея и некоторые другие офицеры первоначального дарницкого корпуса объединились с батальоном «Хория» в середине осени 1918 года, в тот момент, когда Австро-Венгрии претерпевала распад, что вызвало большую радость среди волонтёров. Объединение «Хории» и различные новых формирований из западносибирских лагерей стало вторым Добровольческим корпусом. Эта группировка насчитывала 5000 человек. Выступив совместно с Чехословацкими легионами, Румыния, пусть и без большой охоты со стороны её правительства, стала одной из стран, осуществлявших интервенцию в Россию. Передислоцировавшись из Иркутска в Омск в конце 1918 года, волонтёры выразили свою незаинтересованность в борьбе против большевиков: после бунта против полковника Кадлеца, чешского технического советника, корпус был помещён под руководства главы французской миссии Мориса Жанена.
Румынский Сибирский легион Сибири был образован из этого формирования, но только 3000 его солдат по-прежнему были добровольцами: 2000 других были постепенно вывезены из зоны боевых действий, отправлены в Румынию или доставлены обратно в лагерях для военнопленных. Как отмечал румынский историк Иоан Шербан, победа на Западном фронте открыла путь к объединении Румынии с Трансильванией, поэтому бойцы «просто хотели как можно быстрее вернуться в родные края к своим семьям». Исключение составили разве что симпатизировавшие большевикам: в октябре 1918 года майор Дымбу был убит своими собственными солдатами. Одной из причин этого поступка был арест Милована.
Бойцы Легиона защищали Транссибирскую железную дорогу между городами Тайшет и Нижнеудинск, где вынудили большевиков заключить перемирие и получили репутацию жестоких солдат: их называли «Дикая дивизия». Антисоветские формирования и румынские некомбатанты в конечном итоге отправились из Дальнего Востока вместе с другими воинскими формированиями государств, принимавших участие в интервенции в России. Румынские солдаты были окончательно репатриированы начиная с мая 1920 года. С Милована, который прошёл через военно-полевой суд Легиона, были сняты обвинения вышестоящей судебной инстанцией, однако те, кто убил майора Дымбу, были осуждены как мятежники и убийцы.

### Дальнейшая судьба солдат корпуса
Первоначальный воинский состав Добровольческого корпуса был демобилизован в декабре 1918 года, вскоре после поражения Германии и присоединения Трансильвании (день объединения, 1 декабря, теперь является официальным праздником в Румынии). Румынские добровольцы единодушно высказывались за объединение и, по мнению некоторых румынских исследователей, были прямыми предшественниками «Великого национального собрания» в городе Алба-Юлия, где союз с Румынией был одобрен собравшимися депутатами на основе вильсоновских принципов. Поэтому манифест Добровольческого корпуса от 26 апреля 1917 года иногда называют «первая Алба-Юлия». В самой Трансильвании, однаком, общественное мнение по поводу вопроса об объединении не было однозначным. Незадолго до начала Венгерско-румынской войны бывшие солдаты корпуса вновь решили обратиться с просьбой о зачислении в армию. Старые противники идеи объединения из Румынской национальной партии, члены которой возглавляли Директорию Совета Трансильвании после 1918 года, отказались формировать корпус как единое воинское подразделение и поэтому планы по мобилизации были отклонены. Новый корпус «Хория» был сформирован в месте у реки Кришул-Алб, которая была первой линией обороны против армии Венгерской советской республики.
В 1923 году объединение ветеранов корпуса, «Союз добровольцев», имело репутацию фашистской секции Румынской национальной партии. Ветеран корпуса Петру Немоиану решительно опровергал такое мнение, и заявлял, что среди бывших бойцов РНП имела дурную репутацию из-за её отношения к трансильванскому вопросу. Симион Гокан, который более благосклонно относился к РНП, был главным руководителем Союза добровольцев в жудеце Бихор и жаловался по поводу напряженных отношений с Немоиану. Члены союза также баллотировались в качестве представителей Трансильвании в парламенте страны на выборах 1931 года. Они образовали избирательный блок вместе с Демократической националистической партией под руководством Николае Йорга, направленный против РНП и её преемников (Национальной крестьянской партии), но все ветераны оказались в конце списка избирательного блока и депутатских мест не получили.
Между 1948 и 1989 годами, когда Румыния была социалистической страной, вклад добровольцев в борьбу официальные власти старались замалчивать. По данным Шербана, коммунистическая историография представляла их историю «поверхностно и, как правило, в усеченном виде или в контексте прочих событий». Во время первой волны насаждения социалистических порядков репрессии коснулись нескольких фигур, которые когда-то были связаны с корпусом: Буфнеа, Север Боку (был избит до смерти в тюрьме Сигет), и Гичэ Попп.
Интерес к истории Добровольческого корпуса начал возрождаться после Румынской революции 1989 года. Сейчас существует несколько реликвий, связанных с историей отряда: в первую очередь это знамя Димитрие Лэзэрэла, которое, вероятно, является единственным сохранившимся до наших дней из семи. В 1923 году Лэзэрэл принёс его на съезд добровольцев в Араде. Этот стяг называют «Дарницкое знамя». Оно было передано в местную церковь, а затем выставлено в Музее Баната в городе Тимишоара. Кишинёвский флаг был подарен членами корпуса Национальному музейному комплексу в Сибиу.